# Грязная (приток Зуши)
Грязная — река в России, протекает по Тульской и Орловской областям. Левый приток Зуши.

## География
Река Грязная берёт начало в Каменском районе Тульской области неподалёку от деревни Шаталово. Течёт на запад вдоль границы Тульской и Орловской областей. Впадает в Зушу у деревни Казачёнка Корсаковского района Орловской области. Устье реки находится в 215 км от устья Зуши. Длина реки составляет 16 км, площадь водосборного бассейна — 175 км².

## Данные водного реестра
По данным государственного водного реестра России относится к Окскому бассейновому округу, водохозяйственный участок реки — Ока от города Орёл до города Белёв, речной подбассейн реки — бассейны притоков Оки до впадения Мокши. Речной бассейн реки — Ока.
Код объекта в государственном водном реестре — 09010100212110000018117.